# 拉涅里夫卡
49°59′29″N 24°33′32″E / 49.99139°N 24.55889°E
拉涅里夫卡（烏克蘭語：Ланерівка），是烏克蘭西部的村莊，隸屬利維夫州的佐洛奇夫區。該村始建於1700年，面積0.38平方公里，海拔高度219米，2001年人口39，人口密度每平方公里103.17人。